# Bretigney-Notre-Dame
Bretigney-Notre-Dame är en kommun i departementet Doubs i regionen Bourgogne-Franche-Comté i östra Frankrike. Kommunen ligger i kantonen Baume-les-Dames som tillhör arrondissementet Besançon. År 2022 hade Bretigney-Notre-Dame 119 invånare.

## Befolkningsutveckling
Antalet invånare i kommunen Bretigney-Notre-Dame
Referens:INSEE